# 24h Le Mans 2016

Tor Circuit de la Sarthe

24h Le Mans 2016 – 84. edycja 24–godzinnego wyścigu rozegrana na torze Circuit de la Sarthe w dniach 18–19 czerwca 2016 roku. Wyścig został zorganizowany przez Automobile Club de l’Ouest i odbył się w ramach sezonu 2016 serii FIA World Endurance Championship.

## Zmiany na torze
Przed tą edycją w zakrętach Porsche zostały zamontowane bariery SAFER przez co Circuit de la Sarthe stał się pierwszym europejskim torem korzystającym z tych barier.

## Kwalifikacje
Pogrubienie oznacza najlepszy czas klasy w każdej z sesji. Szare tło oznacza najszybszy czas danego zespołu. Czasy z trzeciej sesji kwalifikacyjnej zostały pominięte, jako że wiele zespołów nie odnotowało czasów.
| Poz.   | Klasa     | Zespół                         | 1. Sesja | 2. Sesja | Poz. s. |
| ------ | --------- | ------------------------------ | -------- | -------- | ------- |
| 1      | LMP1      | #2 Porsche Team                | 3:19.733 | 3:25.511 | 1       |
| 2      | LMP1      | #1 Porsche Team                | 3:20.203 | 3:23.307 | 2       |
| 3      | LMP1      | #6 Toyota Gazoo Racing         | 3:20.737 | 3:25.899 | 3       |
| 4      | LMP1      | #5 Toyota Gazoo Racing         | 3:21.903 | 3:24.399 | 4       |
| 5      | LMP1      | #7 Audi Sport Team Joest       | 3:22.780 | 3:45.468 | 5       |
| 6      | LMP1      | #8 Audi Sport Team Joest       | 3:22.823 | 3:26.680 | 6       |
| 7      | LMP1      | #13 Rebellion Racing           | 3:26.586 | 3:30.010 | 7       |
| 8      | LMP1      | #12 Rebellion Racing           | 3:27.348 | 3:27.573 | 8       |
| 9      | LMP1      | #4 ByKolles Racing Team        | –        | 3:34.168 | 54      |
| 10     | LMP2      | #26 G-Drive Racing             | 3:36.605 | 4:04.887 | 9       |
| 11     | LMP2      | #35 Baxi DC Racing Alpine      | 3:37.175 | 3:39.559 | 10      |
| 12     | LMP2      | #36 Signatech Alpine           | 3:37.225 | 3:40.895 | 11      |
| 13     | LMP2      | #44 Manor                      | 3:38.037 | –        | 12      |
| 14     | LMP2      | #49 Michael Shank Racing       | 3:38.837 | 3:51.759 | 13      |
| 15     | LMP2      | #31 Extreme Speed Motorsports  | 3:39.366 | 3:40.436 | 14      |
| 16     | LMP2      | #46 Thiriet by TDS Racing      | 3:39.375 | 3:40.611 | 15      |
| 17     | LMP2      | #42 Strakka Racing             | 3:39.394 | 3:44.142 | 16      |
| 18     | LMP2      | #47 KCMG                       | 3:39.436 | 3:39.562 | 17      |
| 19     | LMP2      | #23 Panis-Barthez Compétition  | 3:39.470 | 3:45.018 | 18      |
| 20     | LMP2      | #33 Eurasia Motorsport         | 3:40.631 | 4:14.491 | 19      |
| 21     | LMP2      | #38 G-Drive Racing             | 3:40.685 | 4:01.981 | 20      |
| 22     | LMP2      | #43 RGR Sport by Morand        | 3:40.899 | 3:44.198 | 21      |
| 23     | LMP2      | #27 SMP Racing                 | 3:41.132 | 3:41.457 | 55      |
| 24     | LMP2      | #28 Pegasus Racing             | 3:42.049 | 3:41.285 | 56      |
| 25     | LMP2      | #30 Extreme Speed Motorsports  | 3:41.406 | 4:14.456 | 57      |
| 26     | LMP2      | #37 SMP Racing                 | 3:42.147 | 3:41.776 | 22      |
| 27     | LMP2      | #25 Algarve Pro Racing         | 3:44.185 | 3:42.088 | 23      |
| 28     | LMP2      | #41 Greaves Motorsport         | 3:43.915 | 3:42.570 | 24      |
| 29     | LMP2      | #48 Murphy Prototypes          | 3:43.508 | 3:45.067 | 25      |
| 30     | LMP2      | #34 Race Performance           | 3:43.590 | 3:45.711 | 26      |
| 31     | LMP2      | #22 SO24! by Lombard Racing    | 3:48.585 | 3:44.347 | 58      |
| 32     | Garage 56 | #84 SRT41 by OAK Racing        | 3:45.178 | 4:01.607 | 27      |
| 33     | LMP2      | #40 Krohn Racing               | 3:45.213 | 3:45.978 | 59      |
| 34     | LMGTE Pro | #68 Ford Chip Ganassi Team USA | 3:51.185 | 3:53.672 | 28      |
| 35     | LMGTE Pro | #69 Ford Chip Ganassi Team USA | 3:51.497 | 3:53.603 | 29      |
| 36     | LMGTE Pro | #51 AF Corse                   | 3:51.568 | 3:53.218 | 30      |
| 37     | LMGTE Pro | #67 Ford Chip Ganassi Team UK  | 3:51.590 | 3:55.750 | 31      |
| 38     | LMGTE Pro | #66 Ford Chip Ganassi Team UK  | 3:52.038 | 3:58.358 | 32      |
| 39     | LMGTE Pro | #71 AF Corse                   | 3:52.508 | 3:55.066 | 33      |
| 40     | LMGTE Pro | #82 Risi Competizione          | 3:53.176 | 3:55.032 | 34      |
| 41     | LMGTE Pro | #92 Porsche Motorsport         | 3:54.918 | 3:57.128 | 35      |
| 42     | LMGTE Pro | #95 Aston Martin Racing        | 3:55.261 | –        | 36      |
| 43     | LMGTE Pro | #91 Porsche Motorsport         | 3:55.332 | 3:56.792 | 37      |
| 44     | LMGTE Pro | #97 Aston Martin Racing        | 3:55.380 | –        | 38      |
| 45     | LMGTE Pro | #77 Dempsey-Proton Racing      | 3:55.426 | 3:57.082 | 39      |
| 46     | LMGTE Pro | #64 Corvette Racing – GM       | 3:55.848 | 3:58.493 | 40      |
| 47     | LMGTE Am  | #61 Clearwater Racing          | 3:56.827 | 4:06.801 | 41      |
| 48     | LMGTE Am  | #98 Aston Martin Racing        | 3:57.198 | –        | 42      |
| 49     | LMGTE Am  | #88 Abu Dhabi-Proton Racing    | 3:59.861 | 3:57.513 | 43      |
| 50     | LMGTE Am  | #55 AF Corse                   | 3:57.596 | 3:59.469 | 44      |
| 51     | LMGTE Am  | #83 AF Corse                   | 3:57.742 | 4:03.676 | 45      |
| 52     | LMGTE Pro | #63 Corvette Racing – GM       | 3:57.967 | 3:59.268 | 60      |
| 53     | LMGTE Am  | #50 Larbre Compétition         | 3:58.018 | 4:27.530 | 46      |
| 54     | LMGTE Am  | #60 Formula Racing             | 3:58.760 | 4:03.851 | 47      |
| 55     | LMGTE Am  | #78 KCMG                       | 3:59.245 | 3:59.034 | 48      |
| 56     | LMGTE Am  | #62 Scuderia Corsa             | 4:00.008 | 4:05.643 | 49      |
| 57     | LMGTE Am  | #89 Proton Competition         | 4:01.215 | 4:00.107 | 50      |
| 58     | LMGTE Am  | #86 Gulf Racing                | 4:01.046 | 4:09.283 | 51      |
| 59     | LMGTE Am  | #57 Team AAI                   | 4:02.326 | 4:05.822 | 52      |
| 60     | LMGTE Am  | #99 Aston Martin Racing        | 4:03.148 | –        | 53      |
| Źródła |           |                                |          |          |         |

## Wyścig
Minimum do bycia sklasyfikowanym (70 procent dystansu pokonanego przez zwycięzców wyścigu) wyniosło 268 okrążeń. Zwycięzcy klas są oznaczeni pogrubieniem.
| Poz.                          | Klasa     | Zespół                         | Kierowcy                                                | Samochód                       | Opony | Okr. | Czas          |
| Poz.                          | Klasa     | Zespół                         | Kierowcy                                                | Silnik                         | Opony | Okr. | Czas          |
| ----------------------------- | --------- | ------------------------------ | ------------------------------------------------------- | ------------------------------ | ----- | ---- | ------------- |
| 1                             | LMP1      | #2 Porsche Team                | Marc Lieb Romain Dumas Neel Jani                        | Porsche 919 Hybrid             | M     | 384  | 24:00:38.449  |
| 1                             | LMP1      | #2 Porsche Team                | Marc Lieb Romain Dumas Neel Jani                        | Porsche 2.0 L Turbo V4         | M     | 384  | 24:00:38.449  |
| 2                             | LMP1      | #6 Toyota Gazoo Racing         | Stéphane Sarrazin Mike Conway Kamui Kobayashi           | Toyota TS050 Hybrid            | M     | 381  | +3 okrążenia  |
| 2                             | LMP1      | #6 Toyota Gazoo Racing         | Stéphane Sarrazin Mike Conway Kamui Kobayashi           | Toyota 2.4 L Turbo V6          | M     | 381  | +3 okrążenia  |
| 3                             | LMP1      | #8 Audi Sport Team Joest       | Loïc Duval Lucas Di Grassi Oliver Jarvis                | Audi R18                       | M     | 372  | +12 okrążeń   |
| 3                             | LMP1      | #8 Audi Sport Team Joest       | Loïc Duval Lucas Di Grassi Oliver Jarvis                | Audi TDI 4.0 L Turbo Diesel V6 | M     | 372  | +12 okrążeń   |
| 4                             | LMP1      | #7 Audi Sport Team Joest       | André Lotterer Marcel Fässler Benoît Tréluyer           | Audi R18                       | M     | 367  | +17 okrążeń   |
| 4                             | LMP1      | #7 Audi Sport Team Joest       | André Lotterer Marcel Fässler Benoît Tréluyer           | Audi TDI 4.0 L Turbo Diesel V6 | M     | 367  | +17 okrążeń   |
| 5                             | LMP2      | #36 Signatech Alpine           | Nicolas Lapierre Gustavo Menezes Stéphane Richelmi      | Alpine A460                    | D     | 357  | +27 okrążeń   |
| 5                             | LMP2      | #36 Signatech Alpine           | Nicolas Lapierre Gustavo Menezes Stéphane Richelmi      | Nissan VK45DE 4.5 L V8         | D     | 357  | +27 okrążeń   |
| 6                             | LMP2      | #26 G-Drive Racing             | Roman Rusinow Will Stevens René Rast                    | Oreca 05                       | D     | 357  | +27 okrążeń   |
| 6                             | LMP2      | #26 G-Drive Racing             | Roman Rusinow Will Stevens René Rast                    | Nissan VK45DE 4.5 L V8         | D     | 357  | +27 okrążeń   |
| 7                             | LMP2      | #37 SMP Racing                 | Witalij Pietrow Wiktor Szajtar Kirył Ładygin            | BR Engineering BR01            | D     | 353  | +31 okrążeń   |
| 7                             | LMP2      | #37 SMP Racing                 | Witalij Pietrow Wiktor Szajtar Kirył Ładygin            | Nissan VK45DE 4.5 L V8         | D     | 353  | +31 okrążeń   |
| 8                             | LMP2      | #42 Strakka Racing             | Nick Leventis Jonny Kane Danny Watts                    | Gibson 015S                    | D     | 351  | +33 okrążenia |
| 8                             | LMP2      | #42 Strakka Racing             | Nick Leventis Jonny Kane Danny Watts                    | Nissan VK45DE 4.5 L V8         | D     | 351  | +33 okrążenia |
| 9                             | LMP2      | #33 Eurasia Motorsport         | Pu Jun Jin Tristan Gommendy Nick de Bruijn              | Oreca 05                       | D     | 348  | +37 okrążeń   |
| 9                             | LMP2      | #33 Eurasia Motorsport         | Pu Jun Jin Tristan Gommendy Nick de Bruijn              | Nissan VK45DE 4.5 L V8         | D     | 348  | +37 okrążeń   |
| 10                            | LMP2      | #41 Greaves Motorsport         | Memo Rojas Julien Canal Nathanaël Berthon               | Ligier JS P2                   | D     | 348  | +37 okrążeń   |
| 10                            | LMP2      | #41 Greaves Motorsport         | Memo Rojas Julien Canal Nathanaël Berthon               | Nissan VK45DE 4.5 L V8         | D     | 348  | +37 okrążeń   |
| 11                            | LMP2      | #27 SMP Racing                 | Nicolas Minassian Maurizio Mediani Michaił Aloszyn      | BR Engineering BR01            | D     | 347  | +37 okrążeń   |
| 11                            | LMP2      | #27 SMP Racing                 | Nicolas Minassian Maurizio Mediani Michaił Aloszyn      | Nissan VK45DE 4.5 L V8         | D     | 347  | +37 okrążeń   |
| 12                            | LMP2      | #23 Panis-Barthez Compétition  | Fabien Barthez Timothé Buret Paul-Loup Chatin           | Ligier JS P2                   | M     | 347  | +37 okrążeń   |
| 12                            | LMP2      | #23 Panis-Barthez Compétition  | Fabien Barthez Timothé Buret Paul-Loup Chatin           | Nissan VK45DE 4.5 L V8         | M     | 347  | +37 okrążeń   |
| 13                            | LMP1      | #1 Porsche Team                | Timo Bernhard Brendon Hartley Mark Webber               | Porsche 919 Hybrid             | M     | 346  | +38 okrążeń   |
| 13                            | LMP1      | #1 Porsche Team                | Timo Bernhard Brendon Hartley Mark Webber               | Porsche 2.0 L Turbo V4         | M     | 346  | +38 okrążeń   |
| 14                            | LMP2      | #49 Michael Shank Racing       | John Pew Oswaldo Negri Jr. Laurens Vanthoor             | Ligier JS P2                   | D     | 345  | +39 okrążeń   |
| 14                            | LMP2      | #49 Michael Shank Racing       | John Pew Oswaldo Negri Jr. Laurens Vanthoor             | Honda HR28TT 2.8 L Turbo V6    | D     | 345  | +39 okrążeń   |
| 15                            | LMP2      | #43 RGR Sport by Morand        | Ricardo González Filipe Albuquerque Bruno Senna         | Ligier JS P2                   | D     | 344  | +40 okrążeń   |
| 15                            | LMP2      | #43 RGR Sport by Morand        | Ricardo González Filipe Albuquerque Bruno Senna         | Nissan VK45DE 4.5 L V8         | D     | 344  | +40 okrążeń   |
| 16                            | LMP2      | #30 Extreme Speed Motorsports  | Scott Sharp Ed Brown Johannes van Overbeek              | Ligier JS P2                   | D     | 341  | +43 okrążenia |
| 16                            | LMP2      | #30 Extreme Speed Motorsports  | Scott Sharp Ed Brown Johannes van Overbeek              | Nissan VK45DE 4.5 L V8         | D     | 341  | +43 okrążenia |
| 17                            | LMP2      | #25 Algarve Pro Racing         | Michael Munemann Chris Hoy Andréa Pizzitola             | Ligier JS P2                   | D     | 341  | +43 okrążenia |
| 17                            | LMP2      | #25 Algarve Pro Racing         | Michael Munemann Chris Hoy Andréa Pizzitola             | Nissan VK45DE 4.5 L V8         | D     | 341  | +43 okrążenia |
| 18                            | LMGTE Pro | #68 Ford Chip Ganassi Team USA | Joey Hand Dirk Müller Sébastien Bourdais                | Ford GT                        | M     | 340  | +44 okrążenia |
| 18                            | LMGTE Pro | #68 Ford Chip Ganassi Team USA | Joey Hand Dirk Müller Sébastien Bourdais                | Ford EcoBoost 3.5 L Turbo V6   | M     | 340  | +44 okrążenia |
| 19                            | LMGTE Pro | #82 Risi Competizione          | Giancarlo Fisichella Matteo Malucelli Toni Vilander     | Ferrari 488 GTE                | M     | 340  | +44 okrążenia |
| 19                            | LMGTE Pro | #82 Risi Competizione          | Giancarlo Fisichella Matteo Malucelli Toni Vilander     | Ferrari F154CB 3.9 L Turbo V8  | M     | 340  | +44 okrążenia |
| 20                            | LMGTE Pro | #69 Ford Chip Ganassi Team USA | Ryan Briscoe Richard Westbrook Scott Dixon              | Ford GT                        | M     | 340  | +44 okrążenia |
| 20                            | LMGTE Pro | #69 Ford Chip Ganassi Team USA | Ryan Briscoe Richard Westbrook Scott Dixon              | Ford EcoBoost 3.5 L Turbo V6   | M     | 340  | +44 okrążenia |
| 21                            | LMGTE Pro | #66 Ford Chip Ganassi Team UK  | Olivier Pla Stefan Mücke Billy Johnson                  | Ford GT                        | M     | 339  | +45 okrążeń   |
| 21                            | LMGTE Pro | #66 Ford Chip Ganassi Team UK  | Olivier Pla Stefan Mücke Billy Johnson                  | Ford EcoBoost 3.5 L Turbo V6   | M     | 339  | +45 okrążeń   |
| 22                            | LMP2      | #40 Krohn Racing               | Tracy Krohn Niclas Jönsson João Barbosa                 | Ligier JS P2                   | M     | 338  | +47 okrążeń   |
| 22                            | LMP2      | #40 Krohn Racing               | Tracy Krohn Niclas Jönsson João Barbosa                 | Nissan VK45DE 4.5 L V8         | M     | 338  | +47 okrążeń   |
| 23                            | LMGTE Pro | #95 Aston Martin Racing        | Nicki Thiim Marco Sørensen Darren Turner                | Aston Martin V8 Vantage GTE    | D     | 338  | +47 okrążeń   |
| 23                            | LMGTE Pro | #95 Aston Martin Racing        | Nicki Thiim Marco Sørensen Darren Turner                | Aston Martin 4.5 L V8          | D     | 338  | +47 okrążeń   |
| 24                            | LMGTE Pro | #97 Aston Martin Racing        | Fernando Rees Jonathan Adam Richie Stanaway             | Aston Martin V8 Vantage GTE    | D     | 337  | +47 okrążeń   |
| 24                            | LMGTE Pro | #97 Aston Martin Racing        | Fernando Rees Jonathan Adam Richie Stanaway             | Aston Martin 4.5 L V8          | D     | 337  | +47 okrążeń   |
| 25                            | LMGTE Pro | #63 Corvette Racing – GM       | Jan Magnussen Antonio García Ricky Taylor               | Chevrolet Corvette C7.R        | M     | 336  | +48 okrążeń   |
| 25                            | LMGTE Pro | #63 Corvette Racing – GM       | Jan Magnussen Antonio García Ricky Taylor               | Chevrolet LT5.5 5.5 L V8       | M     | 336  | +48 okrążeń   |
| 26                            | LMGTE Am  | #62 Scuderia Corsa             | Bill Sweedler Townsend Bell Jeff Segal                  | Ferrari 458 Italia GT2         | M     | 331  | +53 okrążenia |
| 26                            | LMGTE Am  | #62 Scuderia Corsa             | Bill Sweedler Townsend Bell Jeff Segal                  | Ferrari F136GT 4.5 L V8        | M     | 331  | +53 okrążenia |
| 27                            | LMGTE Am  | #83 AF Corse                   | François Perrodo Emmanuel Collard Rui Águas             | Ferrari 458 Italia GT2         | M     | 331  | +53 okrążenia |
| 27                            | LMGTE Am  | #83 AF Corse                   | François Perrodo Emmanuel Collard Rui Águas             | Ferrari F136GT 4.5 L V8        | M     | 331  | +53 okrążenia |
| 28                            | LMGTE Am  | #88 Abu Dhabi-Proton Racing    | Chalid al-Kubajsi Patrick Long David Heinemeier Hansson | Porsche 911 RSR                | M     | 330  | +54 okrążenia |
| 28                            | LMGTE Am  | #88 Abu Dhabi-Proton Racing    | Chalid al-Kubajsi Patrick Long David Heinemeier Hansson | Porsche 4.0 L Flat-6           | M     | 330  | +54 okrążenia |
| 29                            | LMP1      | #12 Rebellion Racing           | Nicolas Prost Nick Heidfeld Nelson Piquet Jr.           | Rebellion R-One                | D     | 330  | +54 okrążenia |
| 29                            | LMP1      | #12 Rebellion Racing           | Nicolas Prost Nick Heidfeld Nelson Piquet Jr.           | AER P60 2.4 L Turbo V6         | D     | 330  | +54 okrążenia |
| 30                            | LMGTE Am  | #61 Clearwater Racing          | Weng Sun Mok Rob Bell Keita Sawa                        | Ferrari 458 Italia GT2         | M     | 329  | +55 okrążeń   |
| 30                            | LMGTE Am  | #61 Clearwater Racing          | Weng Sun Mok Rob Bell Keita Sawa                        | Ferrari F136GT 4.5 L V8        | M     | 329  | +55 okrążeń   |
| 31                            | LMGTE Pro | #77 Dempsey-Proton Racing      | Richard Lietz Philipp Eng Michael Christensen           | Porsche 911 RSR                | M     | 329  | +55 okrążeń   |
| 31                            | LMGTE Pro | #77 Dempsey-Proton Racing      | Richard Lietz Philipp Eng Michael Christensen           | Porsche 4.0 L Flat-6           | M     | 329  | +55 okrążeń   |
| 32                            | LMP2      | #22 SO24! by Lombard Racing    | Vincent Capillaire Erik Maris Jonathan Coleman          | Ligier JS P2                   | D     | 328  | +56 okrążeń   |
| 32                            | LMP2      | #22 SO24! by Lombard Racing    | Vincent Capillaire Erik Maris Jonathan Coleman          | Judd HK 3.6 L V8               | D     | 328  | +56 okrążeń   |
| 33                            | LMGTE Am  | #86 Gulf Racing                | Mike Wainwright Adam Carroll Ben Barker                 | Porsche 911 RSR                | M     | 328  | +56 okrążeń   |
| 33                            | LMGTE Am  | #86 Gulf Racing                | Mike Wainwright Adam Carroll Ben Barker                 | Porsche 4.0 L Flat-6           | M     | 328  | +56 okrążeń   |
| 34                            | LMP2      | #48 Murphy Prototypes          | Ben Keating Marc Goossens Jeroen Bleekemolen            | Oreca 03R                      | D     | 323  | +61 okrążeń   |
| 34                            | LMP2      | #48 Murphy Prototypes          | Ben Keating Marc Goossens Jeroen Bleekemolen            | Nissan VK45DE 4.5 L V8         | D     | 323  | +61 okrążeń   |
| 35                            | LMGTE Am  | #60 Formula Racing             | Johnny Laursen Christina Nielsen Mikkel Mac             | Ferrari 458 Italia GT2         | M     | 319  | +65 okrążeń   |
| 35                            | LMGTE Am  | #60 Formula Racing             | Johnny Laursen Christina Nielsen Mikkel Mac             | Ferrari F136GT 4.5 L V8        | M     | 319  | +65 okrążeń   |
| 36                            | LMGTE Am  | #99 Aston Martin Racing        | Andrew Howard Liam Griffin Gary Hirsch                  | Aston Martin V8 Vantage GTE    | D     | 318  | +66 okrążeń   |
| 36                            | LMGTE Am  | #99 Aston Martin Racing        | Andrew Howard Liam Griffin Gary Hirsch                  | Aston Martin 4.5 L V8          | D     | 318  | +66 okrążeń   |
| 37                            | LMGTE Am  | #50 Larbre Compétition         | Yutaka Yamagishi Pierre Ragues Jean-Philippe Belloc     | Chevrolet Corvette C7.R        | M     | 316  | +68 okrążeń   |
| 37                            | LMGTE Am  | #50 Larbre Compétition         | Yutaka Yamagishi Pierre Ragues Jean-Philippe Belloc     | Chevrolet LT5.5 5.5 L V8       | M     | 316  | +68 okrążeń   |
| 38                            | Garage 56 | #84 SRT41 by OAK Racing        | Fréderic Sausset Christophe Tinseau Jean-Bernard Bouvet | Morgan LMP2                    | M     | 315  | +69 okrążeń   |
| 38                            | Garage 56 | #84 SRT41 by OAK Racing        | Fréderic Sausset Christophe Tinseau Jean-Bernard Bouvet | Nissan VK45DE 4.5 L V8         | M     | 315  | +69 okrążeń   |
| 39                            | LMGTE Am  | #57 Team AAI                   | Johnny O’Connell Mark Patterson Oliver Bryant           | Chevrolet Corvette C7.R        | M     | 306  | +78 okrążeń   |
| 39                            | LMGTE Am  | #57 Team AAI                   | Johnny O’Connell Mark Patterson Oliver Bryant           | Chevrolet LT5.5 5.5 L V8       | M     | 306  | +78 okrążeń   |
| 40                            | LMGTE Pro | #67 Ford Chip Ganassi Team UK  | Andy Priaulx Marino Franchitti Harry Tincknell          | Ford GT                        | M     | 306  | +78 okrążeń   |
| 40                            | LMGTE Pro | #67 Ford Chip Ganassi Team UK  | Andy Priaulx Marino Franchitti Harry Tincknell          | Ford EcoBoost 3.5 L Turbo V6   | M     | 306  | +78 okrążeń   |
| 41                            | LMGTE Am  | #78 KCMG                       | Christian Ried Wolf Henzler Joël Camathias              | Porsche 911 RSR                | M     | 300  | +84 okrążenia |
| 41                            | LMGTE Am  | #78 KCMG                       | Christian Ried Wolf Henzler Joël Camathias              | Porsche 4.0 L Flat-6           | M     | 300  | +84 okrążenia |
| 42                            | LMP2      | #31 Extreme Speed Motorsports  | Ryan Dalziel Chris Cumming Pipo Derani                  | Ligier JS P2                   | D     | 297  | +87 okrążeń   |
| 42                            | LMP2      | #31 Extreme Speed Motorsports  | Ryan Dalziel Chris Cumming Pipo Derani                  | Nissan VK45DE 4.5 L V8         | D     | 297  | +87 okrążeń   |
| 43                            | LMGTE Am  | #55 AF Corse                   | Duncan Cameron Aaron Scott Matt Griffin                 | Ferrari 458 Italia GT2         | M     | 289  | +94 okrążenia |
| 43                            | LMGTE Am  | #55 AF Corse                   | Duncan Cameron Aaron Scott Matt Griffin                 | Ferrari F136GT 4.5 L V8        | M     | 289  | +94 okrążenia |
| 44                            | LMP2      | #34 Race Performance           | Nicolas Leutwiler James Winslow Shinji Nakano           | Oreca 03R                      | D     | 289  | +94 okrążenia |
| 44                            | LMP2      | #34 Race Performance           | Nicolas Leutwiler James Winslow Shinji Nakano           | Judd HK 3.6 L V8               | D     | 289  | +94 okrążenia |
| Niesklasyfikowani             |           |                                |                                                         |                                |       |      |               |
|                               | LMP1      | #5 Toyota Gazoo Racing         | Anthony Davidson Sébastien Buemi Kazuki Nakajima        | Toyota TS050 Hybrid            | M     | 384  | [ b ]         |
| Toyota 2.4 L Turbo V6         | LMP1      | #5 Toyota Gazoo Racing         | Anthony Davidson Sébastien Buemi Kazuki Nakajima        |                                | M     | 384  | [ b ]         |
| Nie ukończyli                 |           |                                |                                                         |                                |       |      |               |
|                               | LMP2      | #28 Pegasus Racing             | Inès Taittinger Léo Roussel Rémy Striebig               | Morgan LMP2                    | M     | 292  |               |
| Nissan VK45DE 4.5 L V8        | LMP2      | #28 Pegasus Racing             | Inès Taittinger Léo Roussel Rémy Striebig               |                                | M     | 292  |               |
|                               | LMP2      | #44 Manor                      | Tor Graves Matthew Rao Roberto Merhi                    | Oreca 05                       | D     | 283  |               |
| Nissan VK45DE 4.5 L V8        | LMP2      | #44 Manor                      | Tor Graves Matthew Rao Roberto Merhi                    |                                | D     | 283  |               |
|                               | LMGTE Am  | #98 Aston Martin Racing        | Paul Dalla Lana Pedro Lamy Mathias Lauda                | Aston Martin V8 Vantage GTE    | D     | 281  |               |
| Aston Martin 4.5 L V8         | LMGTE Am  | #98 Aston Martin Racing        | Paul Dalla Lana Pedro Lamy Mathias Lauda                |                                | D     | 281  |               |
|                               | LMP2      | #46 Thiriet by TDS Racing      | Pierre Thiriet Mathias Beche Ryō Hirakawa               | Oreca 05                       | D     | 241  |               |
| Nissan VK45DE 4.5 L V8        | LMP2      | #46 Thiriet by TDS Racing      | Pierre Thiriet Mathias Beche Ryō Hirakawa               |                                | D     | 241  |               |
|                               | LMP2      | #35 Baxi DC Racing Alpine      | David Cheng Ho-Pin Tung Nelson Panciatici               | Alpine A460                    | D     | 234  |               |
| Nissan VK45DE 4.5 L V8        | LMP2      | #35 Baxi DC Racing Alpine      | David Cheng Ho-Pin Tung Nelson Panciatici               |                                | D     | 234  |               |
|                               | LMP2      | #38 G-Drive Racing             | Simon Dolan Jake Dennis Giedo van der Garde             | Gibson 015S                    | D     | 222  |               |
| Nissan VK45DE 4.5 L V8        | LMP2      | #38 G-Drive Racing             | Simon Dolan Jake Dennis Giedo van der Garde             |                                | D     | 222  |               |
|                               | LMGTE Pro | #64 Corvette Racing – GM       | Oliver Gavin Tommy Milner Jordan Taylor                 | Chevrolet Corvette C7.R        | M     | 219  |               |
| Chevrolet LT5.5 5.5 L V8      | LMGTE Pro | #64 Corvette Racing – GM       | Oliver Gavin Tommy Milner Jordan Taylor                 |                                | M     | 219  |               |
|                               | LMP1      | #4 ByKolles Racing Team        | Simon Trummer Pierre Kaffer Oliver Webb                 | CLM P1/01                      | D     | 206  |               |
| AER P60 2.4 L Turbo V6        | LMP1      | #4 ByKolles Racing Team        | Simon Trummer Pierre Kaffer Oliver Webb                 |                                | D     | 206  |               |
|                               | LMP1      | #13 Rebellion Racing           | Dominik Kraihamer Alexandre Imperatori Mathéo Tuscher   | Rebellion R-One                | D     | 200  |               |
| AER P60 2.4 L Turbo V6        | LMP1      | #13 Rebellion Racing           | Dominik Kraihamer Alexandre Imperatori Mathéo Tuscher   |                                | D     | 200  |               |
|                               | LMGTE Pro | #51 AF Corse                   | Gianmaria Bruni Alessandro Pier Guidi James Calado      | Ferrari 488 GTE                | M     | 179  |               |
| Ferrari F154CB 3.9 L Turbo V8 | LMGTE Pro | #51 AF Corse                   | Gianmaria Bruni Alessandro Pier Guidi James Calado      |                                | M     | 179  |               |
|                               | LMGTE Pro | #71 AF Corse                   | Davide Rigon Andrea Bertolini Sam Bird                  | Ferrari 488 GTE                | M     | 143  |               |
| Ferrari F154CB 3.9 L Turbo V8 | LMGTE Pro | #71 AF Corse                   | Davide Rigon Andrea Bertolini Sam Bird                  |                                | M     | 143  |               |
|                               | LMGTE Pro | #92 Porsche Motorsport         | Frédéric Makowiecki Jörg Bergmeister Earl Bamber        | Porsche 911 RSR                | M     | 140  |               |
| Porsche 4.0 L Flat-6          | LMGTE Pro | #92 Porsche Motorsport         | Frédéric Makowiecki Jörg Bergmeister Earl Bamber        |                                | M     | 140  |               |
|                               | LMGTE Pro | #91 Porsche Motorsport         | Patrick Pilet Kévin Estre Nick Tandy                    | Porsche 911 RSR                | M     | 135  |               |
| Porsche 4.0 L Flat-6          | LMGTE Pro | #91 Porsche Motorsport         | Patrick Pilet Kévin Estre Nick Tandy                    |                                | M     | 135  |               |
|                               | LMP2      | #47 KCMG                       | Tsugio Matsuda Richard Bradley Matthew Howson           | Oreca 05                       | D     | 116  |               |
| Nissan VK45DE 4.5 L V8        | LMP2      | #47 KCMG                       | Tsugio Matsuda Richard Bradley Matthew Howson           |                                | D     | 116  |               |
|                               | LMGTE Am  | #89 Proton Competition         | Leh Keen Marc Miller                                    | Porsche 911 RSR                | M     | 50   |               |
| Porsche 4.0 L Flat-6          | LMGTE Am  | #89 Proton Competition         | Leh Keen Marc Miller                                    |                                | M     | 50   |               |
| Źródło                        |           |                                |                                                         |                                |       |      |               |